# Снежана (филм из 2025)
Снежана (енгл. Snow White) амерички је филмски мјузикл из 2025. са елементима фантастике. Режију потписује Марк Веб, по сценарију Грете Гервиг и Ерин Кресиде Вилсон. Представља играну обраду анимираног филма Снежана и седам патуљака из 1937, који се темељи на бајци Снежана браће Грим из 1812. Главне улоге у филму играју Рејчел Зеглер, Ендру Бернап и Гал Гадот.
Планови за римејк анимираног филма Снежана и седам патуљака потврђени су у октобру 2016, а Вилсон је најављена као сценариста. Веб је започео преговоре о режирању филма у мају 2019. и био је најављен као редитељ у септембру исте године. Снимање се одвијало првенствено у Лондону од марта до јула 2022, док су додатна снимања одржана у јуну 2024. године. Филм је изазвао контроверзе пре објављивања, са критикама на рачун одабира глумаца без обзира на боју коже, промена приче, јавног неодобравања оригиналног филма од стране Зеглерове и другачијег приказа седам патуљака.
Премијера је приказана 12. марта 2025. у Сеговији. У биоскопима је приказиван од 21. марта 2025. у САД, односно 20. марта 2025. у Србији. Добио је помешане рецензије критичара и изузетно негативне критике гледалаца, који су посебно критиковали одступање од изворног материјала. Један је од најскупљих филмова које је произвео Дизни, уз буџет од 240—270 милиона долара.

## Радња
Млада Снежана бежи из замка након што је њена маћеха, зла краљица, поставши веома љубоморном на њену лепоту, наредила да је убију. Kако јој не полази за руком, Снежана успева да побегне скривајући се у колиби коју настањује седам патуљака. Kада је сазнала да је још увек жива, краљица креће у потрагу за одбеглом девојком и прерушавајући се нуди јој отровну јабуку. Након његовог дејства, једино што успева да пробуди Снежану јесте пољубац истинске принчеве љубави.

## Улоге
| Улога            | Глумац             | Српски глас        |
| ---------------- | ------------------ | ------------------ |
| Снежана          | Рејчел Зеглер      | Катарина Богићевић |
| Зла краљица      | Гал Гадот          | Душица Новаковић   |
| Џонатан          | Ендру Бернап       | Вукашин Јовановић  |
| Ловац            | Ансу Кабија        | Огњан Радивојевић  |
| Чаробно огледало | Патрик Пејџ        | Бојан Жировић      |
| Уча              | Џереми Свифт       | Бранислав Платиша  |
| Стидљивко        | Тајтус Берџес      | Жељко Шашић        |
| Мутко            | Ендру Барт Фелдман | Теодор Винчић      |
| Љутко            | Мартин Клеба       | Срђан Чолић        |
| Кијавко          | Џејсон Кравиц      | Марко Кон          |
| Срећко           | Џорџ Салазар       | Милан Антонић      |
| Поспанко         | Енди Гротелуешен   | Бобан Марјановић   |